# 28. ročník udílení Gotham Awards
Vyhlášení amerických cen Gotham Awards 2018 se konalo 26. listopadu 2018. Herci Willem Dafoe a Rachel Weisz, režisér Paul Greengrass a producent Jon Kamen získali speciální cenu.

## Vítězové a nominovaní
Tučně jsou označeni vítězové.
| Nejlepší film | Nejlepší dokument |
| --- | --- |
| Jezdec - Favoritka - Zoufalství a naděje - Kdyby ulice Beale mohla mluvit - Madeline's Madeline | Hale County ráno i večer - Bisbee '17 - Nerovná jízda - Shirkers - Won't You Be My Neighbor? |
| Nejlepší mužský herecký výkon | Nejlepší ženský herecký výkon |
| Ethan Hawke jako Ernst Toller – Zoufalství a naděje - Adam Driver jako detektiv Flip Zimmerman – BlacKkKlansman - Ben Foster jako Will – Beze stop - Richard E. Grant jako Jack Hock – Dokážete mi kdy odpustit? - Lakeith Stanfield jako Cassius „Cash" Green“ – Sorry to Bother You | Toni Collette jako Annie Graham – Děsivé dědictví - Glenn Close jako Joan Castleman – Žena - Kathryn Hahn jako Rachel Biegler – Private Life - Regina Hall jako Lisa Conroy – Holky sobě - Michelle Pfeifferová jako Kyra Johnson – Kde je Kyra? |
| Nejlepší scénář | Objev roku |
| Paul Schrader – Zoufalství a naděje - Deborah Davis a Tony McNamara – Favoritka - Tamara Jenkins – Private Life - Andrew Bujalski – Holky sobě - Cory Finley – Thoroughbreds | Elsie Fisher jako Kayla Day – Osmá třída - Yalitza Aparicio jako Cleo – Roma - Helena Howard jako Madeline – Madeline's Madeline - KiKi Layne jako Clementine Rivers – Kdyby ulice Beale mohla mluvit - Thomasin McKenzie jako Tom – Beze stop   |
| Ocenění Binghama Ray pro objev roku v oblasti režisérství | Objev roku - seriál (dlouhá forma) |
| Bo Burnham – Osmá třída - Ari Aster – Děsivé dědictví - Jennifer Fox – Příběh - Crystal Moselle – Skate Kitchen - Boots Riley – Sorry to Bother You | Na mušce - Alias Grace - Big Mouth - The End of the F***ing World - Pose - Ostré předměty |
| Objev roku - seriál (krátká forma) | Speciální ocenění poroty - obsazení |
| 195 Lewis - Cleaner Daze - Distance - The F Word - She's the Ticket | Won't You Be My Neighbor? |
| Ocenění publika | Speciální ocenění |
| Favoritka – Olivia Colmanová, Emma Stoneová a Rachel Weisz | - Willem Dafoe - Paul Greengrass - Jon Kamen - Rachel Weisz |